# 福氏刺尾魚
福氏刺尾魚，為輻鰭魚綱鱸形目刺尾魚亞目刺尾魚科的其中一個種，於1951年由荷蘭魚類學家Lieven Ferdinand de Beaufort首次正式描述，其典型產地為印尼蘇拉威西島附近的布伊卡島、菲律賓的邁塔拉島和戈莫莫島。

## 分布
本魚分布於印尼東部及菲律賓海域。

## 深度
水深2至50公尺。

## 特徵
本魚體呈橢圓形而側扁。口小，端位，上下頜各具一列扁平齒，齒固定不可動，齒緣具缺刻。頭部帶紫色的藍色，體深褐色至黑色。尾鰭黑色，在中心在基底合併有白色的條紋，上下葉中具有一個黃色的條紋, 後面的邊緣狹窄藍色的條紋。背鰭硬棘9枚、背鰭軟條26至28枚、臀鰭硬棘3枚、臀鰭軟條25至26枚。體長可達45公分。

## 生態
本魚棲息於獨立礁石區或峭壁，獨居性，屬草食性，以藻類為食。

## 經濟利用
可做為食用魚或觀賞魚。